# Equécrates (Delfos)
Equécrates (en griego: Ἐχεκράτης) fue un oficial militar tesalio al servicio de Ptolomeo Filopátor durante la cuarta guerra siria contra Antíoco el Grande en el 219 a. C. A Equécrates se le encargó el reclutamiento de soldados y la organización de estas tropas en unidades separadas. Se le confió tanto el mando de las fuerzas griegas pagadas por Ptolomeo como el mando de toda la caballería mercenaria. Según Polibio, prestó buenos servicios en la guerra, especialmente en la Batalla de Rafia en el 217 a. C.
También se le conoce por un hecho durante el cual, según la leyenda, fue a visitar el templo de Apolo en Delfos, donde se enamoró de una joven sacerdotisa, la raptó y la violó. Para evitar la repetición de este escándalo, se estableció que no podían escogerse mujeres de menos cincuenta años para sacerdotisas de dicho oráculo, no solo por evitar otro rapto sacrílego, sino también para proteger el secreto del Oráculo de la facilidad de las doncellas.